# Blue Hose de Presbyterian
Le Blue Hose de Presbyterian sont les équipes sportives du Presbyterian College (en) (PC), situé à Clinton, en Caroline du Sud, Le programme sportif Blue Hose est membre de la Big South Conference et participe à la Division I Football Championship Subdivision (FCS) de la National Collegiate Athletic Association (NCAA). Le département des sports de Presbyterian regroupe 17 équipes universitaires réparties dans huit sports masculins et neuf sports féminins. Les couleurs de l'école sont le grenat et le bleu, et la mascotte est Scotty the Scotsman, un guerrier écossais du moyen âge. Le nom de l’équipe vient des chaussettes portées par l’équipe de football au début du XXe siècle.

## Les équipes
Les presbytériens parrainent des équipes dans huit sports dans la NCAA, plus un sport féminin non régi par la NCAA.
| Sport              | Hommes | Femmes |
| ------------------ | ------ | ------ |
| Baseball           | ✓      | ✗      |
| Basketball         | ✓      | ✓      |
| Cross-country      | ✓      | ✓      |
| Football américain | ✓      | ✗      |
| Le golf            | ✓      | ✓      |
| Crosse             | ✗      | ✓      |
| Football           | ✓      | ✓      |
| Softball           | ✗      | ✓      |
| Tennis             | ✓      | ✓      |
| Volley-ball        | ✗      | ✓      |
| Lutte              | ✓      | ✓      |

En décembre 2017, Presbyterian annonce l'ajout des programmes de lutte masculine et féminine. La lutte des hommes est entièrement régie par la NCAA, alors que la lutte des femmes ne l’est pas, mais par l’Association de lutte collégiale des femmes. Le programme masculin fait ses débuts en tant qu'indépendant en 2018-2019 et rejoint la Southern Conference (SoCon) en juillet 2019, y retrouvant ses rivaux de la Big South, les Fighting Camels de l'université Campbell et les Runnin' Bulldogs de l'université Gardner – Webb en tant qu'affiliés de la SoCon puisque la Big South n'a plus de compétition de lutte.

### Football américain
La première équipe de football de Presbyterian est formée en 1913. L’équipe joue ses matchs à domicile au Bailey Memorial Stadium (en), un stade de 6 500 places assises à Clinton, en Caroline du Sud. Les Blue Hose sont entraînés par Tommy Spangler (en), qui en est à la première saison de son deuxième relais à la tête de l'équipe après avoir été embauché le 22 novembre 2016. Spangler était auparavant entraîneur-chef de 2001 à 2006.

## Installations
Source 
Baseball : Le Presbyterian Baseball Complex a été construit à la fin des années 1980.
Basketball : La Furman Pinson Arena du Templeton Physical Education Center (en), d’une capacité de 2 300 places environ, a ouvert ses portes en 1975.
Campus Golf : PC héberge un parcours de golf de 8 trous situé sur le parking du Bailey Memorial Stadium (en).
Football américain : le Bailey Memorial Stadium a ouvert ses portes en 2002 avec 6 500 places assises. En 2021, le football passera à la Pioneer Football League
Lacrosse : L'Old Bailey Stadium, l’ancien domicile du football, a ouvert ses portes en 1928. Il abrite maintenant la crosse. Le stade peut accueillir 3 000 personnes.
Football : L'Edens Field at Martin Stadium a été construit en 2000 et peut accueillir environ 400 personnes.
Softball : Le PC Softball Complex, ouvert en 1997, comprend le stade principal de softball, 3 terrains d'entraînement et des cages de frappeurs.
Tennis : Les courts de tennis de Templeton disposent de 6 courts avec gradins situés à côté du centre de Templeton.
Le volleyball et la lutte sont également en compétition dans l’arène du Templeton Center.